# Boxe com as mãos nuas
Boxe com as mãos nuas ou simplesmente boxe sem luvas (inglês: bare-knuckle boxing) era a forma primitiva de esporte de combate que deu origem ao boxe inglês moderno. Envolve dois indivíduos que lutam sem luvas de boxe ou outros materiais nas mãos.
A classificação deste tipo de luta como uma prática esportiva, diferenciando-a da luta de rua, baseava-se fundamentalmente no fato de que o oponente caído não poderia ser atacado.
A última luta por um título foi em 1889 e a partir daí o boxe passou a usar luvas. O esporte começou a fazer um retorno no Século XXI a partir da década de Década de 2010 com a criação de novas promoções e campeonatos. O maior atual sendo a Bareknckle Fighting Champion (BKFC).

## História
O boxe teve sua origem na Inglaterra, durante o século XVIII, quando o esporte era praticado com as mãos nuas. O primeiro campeão de boxe com as mãos nuas foi o inglês James Figg, que deteve seu título de 1719, até a sua aposentadoria, em 1730.
Outros campeões desta modalidade primitiva de boxe, ao longo de mais de cem anos, incluíram nomes como Jack Broughton, Jem Belcher, Daniel Mendoza, Hen Pearce, John Gully, Tom Cribb, Tom Spring, Jem Ward, Ben Caunt,  Tom Sayers e Jem Mace, entre tantos outros.
Em 1885, uma grande reforma foi feita nas regras do boxe, no intuito de pôr um fim à brutalidade dos combates sem luvas. O americano John Sullivan é considerado o último campeão de boxe com as mãos nuas, visto que sua terrível e memorável luta contra Jake Kilrain, ocorrida em 1889, foi a última vez na história em que um título foi disputado sem o uso de luvas.
O boxe sem luvas continuou como uma modalidade restrita e clandestina, mas como um esporte sancionado e reconhecido retornou na Século XXI a partir da década de Década de 2010. A primeira luta oficialmente sancionada foi em 2015 entre Rich Stewart e Bobby Gunn, autorizados pela autoridade de território indígena de Yavapai–Apache. Em 2018 começou a Bareknckle Fighting Champion (BKFC), considerada atualmente a maior competição de boxe sem luvas.

## Regras
As regras que se aplicavam ao boxe com as mãos nuas eram conhecidas como as Regras de London Prize, tendo estas sido promulgadas em 1838 e, mais tarde, revisadas em 1853. Por sua vez, essas regras foram inspiradas nas Regras de Broughton, que vigoravam desde 1743.
De acordo com as regras, as lutas eram praticadas com as mãos nuas, não havendo um limite pré-determinado de assaltos antes do início de um combate. Os rounds eram terminados quando um lutador era derrubado ao chão, quando então se lhe permitia um descanso de trinta segundos, e mais oito segundos adicionais para que retornasse à linha de combate (em inglês:  scratch line), que literalmente era uma linha rabiscada no centro do ringue.
O vencedor de um combate era proclamado quando seu oponente não tivesse condição de retornar à linha de combate. Alternativamente, uma luta poderia terminar empatada, caso ambos os lutadores, de comum acordo, decidissem por esse resultado. Rixa na plateia e intervenção da polícia também podiam ser razões para que uma luta acabasse sendo paralisada.
As lutas com as mãos nuas foram gradativamente abandonadas após a formulação das Regras do Marquês de Queensberry, que a partir de 1885, passaram a determinar as regras do boxe moderno.

## No cinema
- «The Big Man (br. Luta Decisiva / pt. O Grande Homem)». , filme de 1990, estrelado pelo ator Liam Neeson.